# Pățaniile bursucului egoist
Pățaniile bursucului egoist este un film românesc din 1988 regizat de Isabela Petrașincu.